# Pentákomo
Pentákomo (grec moderne : Πεντάκωμο) est un village de Chypre situé dans le district de Limassol.